# 크리스 콜럼버스
크리스 조셉 콜럼버스(Christopher Joseph Columbus, 1958년 9월 10일 ~ )는 미국의 영화감독, 각본가, 프로듀서이다. 대표작으로는 영화 《나 홀로 집에》 시리즈 1, 2편과 《미세스 다웃파이어》, 《바이센테니얼 맨》, 《해리 포터와 마법사의 돌》, 《해리 포터와 비밀의 방》등으로 잘 알려진 감독이기도 하다.

## 약력
콜럼버스는 미국 펜실베이니아주 스팬글러 출신으로, 광부이자 공장 노동자의 아들로 태어났고, 오하이오주 영즈타운에서 성장하였다. 어린 시절부터 영화, 공포 만화를 좋아하였고, 영화 《대부》를 보고 영화 감독의 꿈을 키워 존 F. 케네디 고등학교 재학 시절 8mm영화를 만들었다. 이후, 뉴욕대학교의 예술대학인 티시스쿨 영화과에 입학하여, 본격 시나리오를 쓰게 되었고, 이중 《그렘린》란 작품이 스티븐 스필버그 감독의 눈에 띄게 되어 영화화되면서 할리우드에 입성하게 되었다.
그 후부터 스티븐 스필버그 감독과 함께 작업하며 영화 《구니스》, 《피라미드의 공포》, 《인디애나 존스》 등의 작품에 참여하게 되었고, 엄청난 흥행과 동시에 호평을 받으며 인기를 얻게 되며, 조금씩 콜럼버스의 이름을 알려 나갔다. 1987년 영화 《야행》을 통해 감독으로 본격적인 데뷔하였고, 1990년, 1991년 연이어 개봉된 《나 홀로 집에》 시리즈 1, 2편이 전 세계적으로 엄청난 흥행몰이를 하며, 감독으로써도 인정을 받았다. 이 밖에도 영화 《스텝 맘》, 《미세스 다웃파이어》, 《바이센테니얼 맨》등의 작품들도 많은 호평을 받았다. 이후 조앤 K. 롤링의 소설을 영화화한 《해리 포터와 마법사의 돌》 《해리 포터와 비밀의 방》의 감독과 제작을 맡아 세계적인 명성을 얻었다. 제작사로부터 해리 포터 시리즈의 영화 연출을 계속해 제안받았지만 오랫동안 촬영으로 자신의 어린 자녀들과 시간을 보내주지 못했던 콜롬버스 감독은 고민끝에 고국인 미국으로 돌아가길 원해, 3편부터는 멕시코 출신 알폰소 쿠아론 감독이 맡았고, 콜럼버스는 제작에 참여했다.
1995년에는 영화 제작사 1492 픽처스를 설립했다. 이후에도, 《판타스틱 4》, 《박물관이 살아있다》, 《렌트》, 《퍼시 잭슨과 번개도둑》, 《헬프》 등 여러편의 영화의 연출과 제작자로써 활발히 활동하고 있다.
2010년에는 한국에 방문하여 콜럼버스가 설립한 영화사인 1492 픽처스와 한국의 CJ엔터테인먼트가 3편의 3D 영화를 공동 제작하기로 합의하였다. 지난 2010년 12월에 개봉하여 300만 관객을 동원한 차태현 주연의 영화 《헬로우 고스트》를 리메이크하기로 했다고 언론에 발표하였지만 현재로서는 확정 된바 없다.

## 작품 목록
| 년도   | 제목(원제목)                                                                               | 각본 | 제작(프로듀서) | 감독(연출) |
| ------ | ------------------------------------------------------------------------------------------ | ---- | -------------- | ---------- |
| 1984년 | 레클리스                                                                                   | ✓    |                |            |
| 1984년 | 그렘린                                                                                     | ✓    |                |            |
| 1985년 | 구니스                                                                                     | ✓    |                |            |
| 1985년 | 피라미드의 공포 Young Sherlock Holmes                                                      | ✓    |                |            |
| 1987년 | 야행 Adventures in Babysitting                                                             |      |                | ✓          |
| 1988년 | 사랑의 로큰롤 Heartbreak Hotel                                                             | ✓    |                | ✓          |
| 1989년 | 리틀 네모 Little Nemo: Adventures in Slumberland                                           | ✓    |                |            |
| 1990년 | 나홀로 집에 Home Alone                                                                     |      |                | ✓          |
| 1991년 | 온리 더 론리                                                                               | ✓    |                | ✓          |
| 1992년 | 나 홀로 집에 2 Home Alone 2: Lost in New York                                              |      |                | ✓          |
| 1993년 | 미세스 다웃파이어                                                                          |      |                | ✓          |
| 1995년 | 나인 먼쓰                                                                                  | ✓    | ✓              | ✓          |
| 1996년 | 솔드 아웃 Jingle All the Way                                                               |      | ✓              |            |
| 1998년 | 스텝맘                                                                                     |      | ✓              | ✓          |
| 1999년 | 바이센테니얼 맨                                                                            |      | ✓              | ✓          |
| 2001년 | 몽키본                                                                                     |      | ✓              | ✓          |
| 2001년 | 해리포터와 마법사의 돌                                                                     |      | ✓              | ✓          |
| 2002년 | 해리포터와 비밀의 방                                                                       |      | ✓              | ✓          |
| 2004년 | 해리포터와 아즈카반의 죄수                                                                 |      | ✓              |            |
| 2004년 | 크리스마스 건너뛰기 Christmas with the Kranks                                              | ✓    | ✓              |            |
| 2005년 | 판타스틱 4                                                                                 |      | ✓              |            |
| 2005년 | 렌트                                                                                       |      | ✓              | ✓          |
| 2006년 | 박물관이 살아있다! Night at the Museum                                                     |      | ✓              |            |
| 2007년 | 판타스틱 4: 실버 서퍼의 위협                                                               |      | ✓              |            |
| 2009년 | 박물관이 살아있다 2 - 스미스 소니언 의 전투 Night at the Museum: Battle of the Smithsonian |      | ✓              |            |
| 2009년 | 아이 러브 유, 베스 쿠퍼                                                                    |      | ✓              | ✓          |
| 2010년 | 퍼시 잭슨과 번개도둑 Percy Jackson & the Olympians: The Lightning Thief                    |      | ✓              | ✓          |
| 2011년 | 헬프                                                                                       |      | ✓              |            |
| 2012년 | 애플바움                                                                                   |      | ✓              | ✓          |
| 2012년 | 퍼시 잭슨과 괴물의 바다 Percy Jackson: Sea of Monsters                                     |      | ✓              |            |
| 2014년 | 리틀 액시던트                                                                              | ✓    | ✓              |            |
| 2014년 | 박물관이 살아있다: 비밀의 무덤 Night at the Museum: Secret of the Tomb                     |      | ✓              |            |
| 2015년 | 메디터레이니아                                                                             |      | ✓              |            |
| 2015년 | 픽셀                                                                                       |      | ✓              | ✓          |
| 2016년 | 더 영 메시아                                                                               |      | ✓              |            |
| 2020년 | 크리스마스 연대기: 두 번째 이야기                                                          | ✓    | ✓              | ✓          |
| 2025년 | 목요일 살인 클럽                                                                           | ✓    | ✓              | ✓          |